# Lluc Casares
Lluc Casares (Barcelona, 1990) és un saxofonista, clarinetista i compositor català especialitzat en jazz i música moderna.

## Biografia
Va cursar els estudis superiors de música a l'Escola Superior de Música de Catalunya i un màster al Conservatorium van Amsterdam (CvA), on va rebre classes de Ferdinand Povel. Durant aquest període, va realitzar un intercanvi de mig any a Temple University de Filadèlfia, on va estudiar amb el saxofonista Dick Oatts. Posteriorment, es va convertir en la primera persona de la península Ibèrica a cursar el programa Artist Diploma a la Juilliard School de Nova York sota la tutela de mestres com Wynton Marsalis, Kenny Washington o Ben Wolfe.
Casares ha publicat quatre àlbums com a líder. El més recent, Ride (The Changes, 2023), va ser enregistrat a Amsterdam amb el guitarrista Jesse Van Ruller. Anteriorment, va publicar Septet (The Changes, 2021), Sketches Overseas (Outside In Music, 2018) —guanyador del premi al "Millor Àlbum de Jazz de 2018" de la revista Enderrock—, i Red (Temps Records, 2015), el seu primer àlbum com a líder.
Ha participat en més de vint enregistraments com a col·laborador, i co-dirigeix la Barcelona Art Orchestra. També és membre de les bandes Smack Dab i The Gramophone Allstars Big Band. Ha actuat en festivals com el North Sea Jazz Festival, Montreux Jazz Festival, Marciac Jazz Festival, Jazz Middelheim, Baloise Session i el Terrassa Jazz Festival, així com en clubs de renom internacional com Dizzy's Club Coca-Cola i Fat Cat a Nova York, Bimhuis a Amsterdam, Jamboree a Barcelona i el Jazz at Lincoln Center de Xangai.
Casares ha compartit escenari amb músics destacats com Dr. John, Nicholas Payton, Frank Wess, Phil Woods, Lee Konitz, Jon Faddis, Jesse Davis, Joe Farnsworth, Jesse Van Ruller, Arturo Sandoval, Wendell Brunious, Grant Stewart, Ben Van Gelder i Benjamin Herman, entre d'altres.
El 2019, Casares va fundar The Changes, un col·lectiu i segell discogràfic creat amb l’objectiu d’impulsar nous projectes musicals sense les limitacions d’agents externs. En menys de quatre anys, The Changes ha publicat més de vint àlbums.
En l’àmbit docent, Casares imparteix classes a l’ESMUC, a l’ESEM (Taller de Músics de Barcelona) i ha ensenyat al Conservatori Superior de Música de les Illes Balears (CSMIB). També ha ofert seminaris al Conservatori de Torí (Itàlia) i classes magistrals a institucions de Xangai (Xina). Un dels moments destacats de la seva carrera va ser la seva actuació amb l'Orquestra de Jazz del Lincoln Center dirigida per Wynton Marsalis al Palau de la Música Catalana el febrer de 2020.
Casares també és conegut pel seu treball com a compositor i arranjador. Ha escrit més de 30 arranjaments per a big band i nombrosos temes originals per a formacions de petit format. En el marc de la Barcelona Art Orchestra, ha creat més de deu peces i arranjaments originals. El seu talent en composició ha estat reconegut amb el segon i primer premi al concurs de composició de la Big Band de Canàries els anys 2021 i 2022, respectivament..

## Discografia[5]
- Red (Temps Records, 2015)
- Sketches Overseas (Outside In Music, 2018), Premi Enderrock al millor disc de jazz
- Septet (The Changes, 2021)
- Ride (The Changes, 2023)